# Neville Chamberlain
Arthur Neville Chamberlain, född 18 mars 1869 i Edgbaston i Birmingham, död 9 november 1940 på Highfield Park i byn Heckfield i Hampshire, var en brittisk politiker, premiärminister mellan 1937 och 1940. Han var son till Joseph Chamberlain och bror till Austen Chamberlain. Eftervärlden har kommit att förknippa honom med den eftergiftspolitik gentemot Hitler som han hoppades skulle avvärja ett krig, och inte minst för uttrycket "Peace for our time", som dock är hämtat från Den allmänna bönboken.

## Biografi
Chamberlain var 1890–1897 godsförvaltare på Bahamasöarna och därefter industriidkare i Birmingham. Därefter blev han 1915-16 borgmästare i Birmingham och 1918 invald i underhuset som ledamot för det konservativa partiet. 1922 blev Chamberlain generaldirektör för postverket, och var för en tid generalkommissarie och blev därefter åter generaldirektör för postverket, och finansminister 1923–1924. Han blev därefter hälsominister 1924–1929. År 1931 blev han finansminister i Ramsay MacDonalds nationella regering. I maj 1937 efterträdde Chamberlain lord Baldwin som partiledare och därmed som premiärminister. 
Antikominternpakten innebar att Storbritannien och dess imperium hotades av angrepp av Tyskland i Europa, av Italien kring Medelhavet och av Japan i Fjärran Östern. Chamberlain, som var oerfaren inom utrikespolitiken, tog successivt över ledningen av brittisk utrikespolitik från Foreign Office. Han försökte därvid möta hotet, dels genom samförståndsinviter till Rom och Berlin (men inte Tokyo), dels genom ökade brittiska rustningar.
Chamberlain träffade Hitler vid tre tillfällen under 1938; ett 2,5 timmar långt möte i Berchtesgaden den 18 september – den 22 september i Bad Godesberg am Rhein samt fyrmaktskonferensen i München den 29 september.
I september tvingade Storbritannien och Frankrike genom Münchenavtalet Tjeckoslovakien att avstå Sudetområdet till Tyskland. Chamberlains kända uttalande om "fred i vår tid" efter hemkomsten från München visade sig emellertid vara endast en from förhoppning. I mars 1939 annekterade Hitler återstoden av Tjeckoslovakien. Chamberlain övergick då till en avskräckningsstrategi, samtidigt som han höll dörren öppen för samförstånd.
Storbritannien gav sålunda säkerhetspolitiska garantier till Polen, Rumänien och Grekland samt inledde förhandlingar om en allians med Sovjet. Då Hitler i september 1939 anföll Polen var det ett bakslag för Chamberlains fredsinriktade utrikespolitik. Två dagar senare förklarade Chamberlain Tyskland krig. 
Sedan Hitlertyskland ockuperat Norge och Danmark var kritiken hård mot Chamberlain, regeringen och krigföringen. Misstroendevotum väcktes i underhuset, många konservativa röstade emot sin premiärminister och även om Chamberlain fortfarande hade majoritet var hans ställning så försvagad att han tvingades avgå. Sedan utrikesministern Lord Halifax avböjt att efterträda Chamberlain utsågs marinministern Winston Churchill till ny premiärminister. Chamberlain kvarstod i regeringen och som partiledare men avgick i oktober 1940 på grund av cancersjukdom och avled drygt en månad senare.